# Basile Joseph Luyet
Basile Joseph Luyet MSFS (* 10. Juli 1897 in Savièse, Wallis; † 1974) war ein Schweizer Ordenspriester, Volkskundler und Pionier der modernen Kryobiologie.

## Leben
Luyet trat in die Kongregation der Missionare des hl. Franz von Sales ein, für die er 1921 zum Priester geweiht wurde. Anschliessend setzte er seine Studien acht Jahre lang an der Universität Genua fort und beendete sie mit zwei Doktoraten, eines in Biologie, das andere in Physik. 1929 erhielt er ein Stipendium der Yale University und wanderte daher in die Vereinigten Staaten aus. Er widmete sein Leben der Kryobiologie. Er war auch der erste Präsident der von ihm mitbegründeten Gesellschaft für Kryobiologie. Auf Wunsch der Jesuiten lehrte an deren St. Louis University für Biologie und später für Biophysik. Luyet erhielt auch ein Forschungsstipendium des Rockefeller Institute for Medical Research in New York, wo er den Chirurgen und Nobelpreisträger Alexis Carrel (1873–1944) kennenlernte. Ab 1933 gab er das Journal Biodynamica heraus. 1940 veröffentlichte er gemeinsam mit einer Schwester das viel beachtete Buch Life and Death at Low Temperatures. 

## Werke
- Dictons de Savièse, 1926
- Cahiers valaisans de folklore, 1928
- Devinettes de Savièse, 1928
- La médecine populaire à Savièse, 1928
- Un «bâton à marques» à Savièse en 1821, 1928
- Contes de Savièse, 1929
- Bouts rimés de Savièse, 1929
- L' art culinaire à Savièse, 1929
- Cantiques populaires de Savièse, 1930
- Le coutumier annuel de Savièse, 1930
- Les marques domestiques à Savièse en 1887, 1930
- Jeux de Savièse, 1931
- zusammen mit Marie Pierre Gehenio: Life and death at low temperatures, 1940